# Aroa kambaiti
Aroa kambaiti är en fjärilsart som beskrevs av Collenette 1960. Aroa kambaiti ingår i släktet Aroa och familjen tofsspinnare. Inga underarter finns listade i Catalogue of Life.